# 夷將·拔路兒
夷將·拔路兒（1960年12月2日—），臺灣政治人物，生於花蓮縣玉里鎮，畢業於畢業於國立臺灣大學政治學系學士，曾任原住民族委員會主任委員、總統府原住民族歷史正義與轉型正義委員會執行秘書、新北市議員。

## 生平
夷將·拔路兒出生在花蓮縣玉里鎮松浦里洛合谷部落，從小在部落長大。後來考上國立台灣大學，在大學期間開始關心台灣原住民運動。1987年開始參與原住民運動，出任臺灣原住民族權利促進會會長，參加原住民族「還我土地運動」，爭取原住民族從「山胞」正名、原住民族權利寫入中華民國憲法增修條文、成立行政院原住民委員會、回復原住民族傳統姓名等運動。
1989年，時任原權會會長的夷將·拔路兒涉入當時情治單位收買原住民知識青年的「導正專案」；同年立法委員選舉，原權會推派夷將·拔路兒與多奧·尤給海參選，結果雙雙落選，代表當時原權會「選舉路線」的挫敗。夷將·拔路兒與多奧·尤給海落選後，原權會內部檢討會議結論提出「部落主義」，要求幹部回部落蹲點、切實從部落基層出發；但夷將·拔路兒並沒有回到部落，反而留在台北都會區。

## 參政
1995年11月，夷將·拔路兒因原住民族運動違反《集會遊行法》，在台北監獄入獄8個月。1996年6月，夷將·拔路兒出獄，出獄後擔任民主進步黨立法委員范巽綠辦公室主任。2000年7月1日，臺北縣政府原住民行政局成立，夷將·拔路兒出任首任局長。2005年9月，夷將·拔路兒出任行政院原住民族委員會副主任委員，2007年5月21日轉任行政院原住民族委員會主任委員，2008年5月20日隨政黨輪替卸任。
2007年12月27日，夷將·拔路兒帶領行政院原住民族委員會前四任主任委員召開記者會，共同譴責中國國民黨2008年中華民國總統選舉候選人馬英九涉嫌歧視溪洲部落原住民的言論。夷將·拔路兒說，他對「溪洲部落是否安全」仍持保留看法，溪洲部落仍有待正式調查是否安全，但臺北縣政府對新店溪的整治預計設計腳踏車道和咖啡區，顯然臺北縣政府還有可能有很多規劃方向。當記者不斷提問關於溪洲部落去留、安全、迫遷等問題時，主持人卻說「今天主題是譴責馬英九不當言行」。
2010年新北市議員選舉中，夷將·拔路兒代表民進黨參選新北市第十一選舉區（平地原住民選區，應選3席），獲得1,995票（得票率16.14%）當選議員，12月25日就任。
2014年新北市議員選舉中，夷將·拔路兒再度代表民進黨參選新北市第十一選區，獲得2,407票（得票率19.80%）當選連任議員。
2016年5月20日回任原民會主委。行政院院長林全表示，其出身原運團體，嫻熟原住民族行政事務，更曾在2007年擔任原民會主委，這次再回鍋出任，林全看好其豐富經驗。
2016年12月27日，總統府原住民族歷史正義與轉型正義委員會預備會議，夷將·拔路兒兼任總統府原住民族歷史正義與轉型正義委員會副執行秘書。
2017年2月14日，原民會發布《原住民族土地或部落範圍土地劃設辦法》，排除私有土地劃入原住民族傳統領域，引發原住民團體抨擊是讓美麗灣渡假村爭議等土地開發爭議「就地合法」、限縮原住民族傳統領域。2017年2月18日，夷將·拔路兒在原住民族電視台的專訪中承認，《原住民族基本法》對「原住民族土地」的定義不分公有或私有土地；但他話鋒一轉，以《原住民族土地及海域法草案》裡有類似公有土地的文字，來主張《原住民族基本法》有區分公有或私有土地的意思。2017年3月6日，凱道部落抗議人士巴奈·庫穗抨擊，蔡英文政府欺騙原住民族，「面對政府的背信和失格的政策，我們都該一起反抗」；夷將·拔路兒出賣原住民族與臺灣土地，必須下台。
2017年5月26日立法院通過《原住民族語言發展法》，明定原住民族語言為國家語言。夷將·拔路兒表示，原住民族語言發展法是《原住民族基本法》第9條規定要制定的子法，歷經12年終於完成立法，政府將每年寬列預算，推動各項族語發展措施。
根據美國「自由之家」（Freedom House）公布的自由度調查，台灣2017年分數來到93分，較前一年進步2分，評等穩居「自由」；調查中提到，其中最主要的關鍵因素之一，便是台灣於去年通過且生效的「原住民族語言發展法」，明訂16種原住民族語為官方語言，並可在立法及司法事務正式使用。。2019年原住民族語言能力認證測驗報考人數創新高，最小僅4歲，夷將·拔路認為原民會推動各項族語發展措施，族人學習自己族語，參與族語認證考試，已是全民共識。
2020年2月22日世界母語日，原住民族委員會宣布「原住民族語言研究發展基金會」成立，也響應舉辦「世界母語日-原住民族語言發展會議」，原民會主委夷將· 拔路兒（Icyang．Parod）首次以全族語進行致詞，他除回憶過去曾經經歷禁說母語的年代，並細數總統蔡英文上任後對原民政策的支持，同時也，讓語言、文化傳承進入更新階段。
2018年1月30日原民會主委夷將·拔路兒擔任總統蔡英文的特使，出席太平洋友邦諾魯50週年獨立紀念日活動，這是原民會成立以來，第一位奉派擔任總統特使，代表我國出席友邦重要活動的主委。。2019年9月再度擔任總統特使，率團慶賀友邦帛琉共和國獨立25週年，期間2019年9月29日出席由臺灣、美國、日本及帛琉共同合辦「南島語言復振國際論壇」，及2019年9月30日重新啟用南島民族論壇「帛琉總部」召開2019年執行委員會議等重要活動。。
2019年12月30日原民會舉辦「108年文化健康站成果發表會」，依據「長期照顧十年計畫2.0」，為普及照顧服務體系，建立照顧型社區。原民會主委夷將．拔路兒（Icyang．Parod）致詞時表示，民國105年文健站經費來源只有公益彩券的回饋金，每年9000萬元，自107年起原民會獲得衛福部長照基金挹注，今年已達7.3億元，預估明年可超過10億元。預算增加，照顧的能量也增加，105年文健站只有121站，到今年已達314站，包括原鄉地區276站、都會區38站，規劃明年目標總數為380站。最初照服員的待遇只有約1萬5000元，近年陸續調升，今年調至2萬7000元，明年起將調升至3萬3000元。受服務的長者人數，從105年4259人達到今年1萬1715人，預計明年可達1萬3000人，照服員與65歲以上原住民長者照顧比約為1比4。
2019年1月9日總統公布「山坡地保育利用條例」第37條修正條文，原住民族取回祖先留下來的土地，將不用設定地上權、耕作權或農育權滿5年後，才能取得土地所有權，2019年7月10日原民會基於維護原住民族使用原保地權益的立場，依法發布修正「原住民保留地開發管理辦法」。原民會主委夷將‧拔路兒表示，「原住民保留地開發管理辦法」修正後，預估至少3萬名原住民能立即受惠，直接取得原住民保留地所有權。
2019年12月，親民黨總統候選人宋楚瑜走訪新北市南靖部落時，對於原民部落生活環境的相關發言，原住民族委員會回應表示，30多年無解的都市原住民族聚落違建問題已在逐一解決，政府落實原住民族歷史正義與轉型正義已有諸多成果；至於南靖部落，只要新北市政府解決該部落用地問題，各項營造計畫就可立即開啟後續作業，希望宋楚瑜勿為選舉而刻意忽視事實。原民會主委Icyang．Parod指出，已透過前瞻城鄉建設特別預算新台幣1.8億元，辦理「都市原住民族部落營造計畫」，逐一處理各聚落居住權益議題，目前已核定基隆、新北、台中、高雄等地共計12處聚落營造計畫。
921大地震後，台中市府安置流離失所近百戶的都市原住民住在霧峰花東新村、太平自強新村，因是違建且居住環境惡劣，前市長林佳龍協助向國有財產署完成土地承租，並由慈濟基金會出資幫忙蓋永久屋。夷將．拔路兒表示，中央近幾年全力解決都市原住民違建問題，此兩處工程中央補助4600多萬，希望工程能如期如質完成，讓族人早日入住。
立法院院會2019年12月31日三讀通過「原住民保留地禁伐補償條例部分條文修正案」，原住民族委員會主委夷將．拔路兒日前報告表示，該條例是對於原住民族土地因法令限制而不能利用時，政府應對其所生損失予以補償，是實踐原住民族土地正義；這次修法擴大適用範圍，將都市計畫區、國家公園、水源特定區及自然保留（護）區等受限使用的原住民保留地納入。2019年核定禁伐面積為5萬6109公頃，受補償人數約3萬5000人；因水源涵養、二氧化碳吸存及防止土砂流失所產生的經濟效益，預估為109億元。

## 外部連結
- 行政院原住民族委員會  夷將·拔路兒（页面存档备份，存于）
- 新北市議員 夷將·拔路兒
- 夷將·拔路兒的Facebook專頁

| 中華民國政府職務   | 中華民國政府職務                                                         | 中華民國政府職務 |
| ------------------ | ------------------------------------------------------------------------ | ---------------- |
| 行政院             |                                                                          |                  |
| 前任： 瓦歷斯·貝林 | 行政院原住民族委員會主任委員（首次） 第三任 2007年5月21日－2008年5月20日 | 繼任： 章仁香    |
| 前任： 林江義      | 原住民族委員會主任委員（再次） 第二任 2016年5月20日－2024年5月20日       | 繼任： 曾智勇    |